# Komorisk franc
Komorisk franc (FC Shikomor franc) är den valuta som används i Komorerna utanför Afrikas östra kust. Valutakoden är KMF. 1 Franc = 100 centimes. Valutan infördes 1981 och ersatte den fransk francen.
Valutan har en fast växelkurs sedan den 19 november 1999 till kursen 0,002 EUR (euro), det vill säga 1000 KMF = 2 EUR och 1 EUR = 491,97 KMF.

## Användning
Valutan ges ut av Banque Centrale des Comores - BCC som grundades 1961 och har huvudkontoret i Moroni.

## Valörer
- mynt: 2, 5, 10, 25, 50 och 100 francs
- underenhet: används ej, tidigare centimes
- sedlar: 500, 1000, 2000, 5000 och 10.000 KMF